# Stazione di Magonza Centrale
La stazione di Magonza Centrale (in tedesco Mainz Hbf) è la principale stazione ferroviaria della città tedesca di Magonza.
È nella corrispondenza con parecchie linee di trasporto urbano (ORN e S-Bahn). Con 55.000 viaggiatori al giorno, è la stazione della Renania-Palatinato più trafficata.